# چوپان‌کول
چوپان‌کول (به لاتین: Çobankol، به آواری: Щобдакули) یک منطقه مسکونی در جمهوری آذربایجان است که در شهرستان زاقاتالا واقع شده است. چوپان‌کول ۴۲۱۲ نفر جمعیت دارد.

## کد پستی
کد پستی این ناحیه AZ 6215 است.